# Saint-André-des-Eaux, Côtes-d'Armor

Saint-André-des-Eaux este o comună în departamentul  Côtes-d'Armor, Franța. În 1 ianuarie 2022 avea o populație de 395 de locuitori.